# Prime Suspect
Prime Suspect (originaltitel: Family of Cops) är en amerikansk kriminalfilm gjord för TV med Charles Bronson i huvudrollen. Filmen är regisserad av Ted Kotcheff.

## Handling
Familjen Fein består av till större delen av poliser. När fadern (Charles Bronson) fyller år dyker alla hans fyra barn upp för festen, inklusive familjens värsting, dottern Jackie (Angela Featherstone). Jackie smyger ut efter festen och hamnar i säng med en rik magnat. Magnaten blir under natten ihjälskjuten och nu måste fadern och resten av familjen hjälpas åt att ställa allt till rätta.

## Rollista (i urval)
- Charles Bronson
- Angela Featherstone
- Sebastian Spence
- Caroline Barclay
- Simon MacCorkindale
- John Vernon
- Barbara Williams
- Lesley-Anne Down
- Daniel Baldwin